# Hans Anckarcrantz
Hans Anckarcrantz, född 1690, död 13 mars 1768, var en svensk sjömilitär.
Hans Anckarcrantz var son till schoutbynachten Hans Vilhelm Anckarcrantz. Han blev extra ordinarie lärstyrman 1703 och ordinarie lärstyrman 1706. Anckarcrantz deltog i landstigningsförsöken på Retusaari 1705 och i Koporiebukten 1709 under Cornelius Anckarstjerna ledning. Han var med i striderna med danska flottan vid Dragør, och råkade 1713 då han kommenderades till Pommern med en lastdragare i dansk fångenskap, varifrån han först 1717 utlöstes. Ankarcrantz blev underlöjtnant 1711, löjtnant 1712 och överstelöjtnant 1716. 1718 blev han skeppskapten vid sluproddarregementet.
Bland hans senare sjöexpeditioner märks en kryssning i finska skärgården 1725 för spionera på ryssarna. 1729–1732 hade han uppdraget att från Wismar överföra silver som utgjorde en del av ersättningen för Bremen. Anckarcrantz blev 1733 skeppskapten, 1737 amiralitetskapten 1737, erhöll kommendörs karaktär 1743, blev schoutbynacht 1753 och viceamiral 1754. Under hattarnas ryska krig utnyttjades han för flera viktiga uppdrag såväl till lands som till sjöss. Anckarcrantz blev 1754 chef för Stockholmseskadern, var direktör för konvojkommissariatet 1755-68. År 1765 föreslogs han till en post som riksråd. Anckarcrantz blev riddare av Svärdsorden 1748 och kommendör av samma orden 1760.